# 서버 에뮬레이터
서버 에뮬레이터(server emulator), 사설 서버, 프리 서버, 미러 서버는 게임 서버를 제작 및 운영하며 게임에 대한 저작권 및 서비스 귄리 없이 영리나 비영리 목적으로 다른 단체 또는 개인이 게임 업체의 동의 없이 온라인 게임을 즐길 수 있도록 서비스 하는 행위 또는 서버 자체를 가리키는 말이다. 이러한 서버 운영이나 관련 프로그램의 배포는 대한민국의 법률상 저작권법을 위반하는 엄연한 불법행위다.
대한민국 내에서는 사설 서버를 일컬을 때 주로 프리서버라는 명칭이 사용되는 편이다.

## 피해 및 문제점
사설 서버는 보통 운영사에서 서비스하고 있는 정상적인 게임의 서버와는 다르게, 사람들을 끌어모으기 위해 경험치나 게임머니를 더 많이 획득할 수 있도록 만들어져 있다. 이로 인해 정상적으로 서비스되고 있는 게임의 레벨 업이나 시스템에 지루함을 느낀 이용자들이 사설 서버로 몰리게 되며, 이로 인해 사용자들이 사설 서버를 이용함으로써 게임사들의 게임의 이용자 수가 줄어들도록 초래한다. 일부 대규모로 운영되는 사설 서버는 무료로 게임을 즐기는 방식을 넘어서 유료로 운영되거나 게임머니나 아이템을 판매하기까지 이르고, 이로 인해 운영사의 매출을 감소시키게 하거나 영업을 방해하고 있다.
이러한 사설 서버의 가장 큰 문제점은 네트워크 관련 지식이나 프로그래밍 언어를 몰라도, 특정 프로그램만 있으면 사설 서버를 만들 수 있을 정도로 쉽게 구축이 가능하다는 점이다. 이렇게 쉽게 만들 수 있다 보니 불법 서버 수는 상상을 초월하고, 이로 인해 대한민국 내 게임 운영사의 피해는 연간 약 1500억원대라고 추정되고 있다.
또한, 사설 서버를 이용하게 되면 기준 연령 미달의 청소년들이 이용하게 될 수 있어 악영향을 끼칠 수도 있다.
사설 서버는 대한민국의 저작권법상 온라인 게임의 운용이 적발되면 5년 이하의 징역 또는 2천만 원 이하의 벌금형에 처하도록 규정되어 있다. 그럼에도 불구하고 사설 서버는 아직도 많이 운영중에 있는데, 이는 외국에서의 불법 사설 서버 서비스 제공 및 현장을 덮쳐 증거를 잡아야 하는 등 수사의 어려움으로 제대로 된 대처가 이뤄지지 않기 때문이다.
이로 인해 일각에서는 온라인 게임물의 저작권 침해와 관련해 불법 사설 서버에 대한 정부 차원의 단속이 강화돼야 한다는 지적이 제기됐다.

## 처벌 사례
2007년 11월 30일에는 뮤 온라인과 리니지의 사설 서버를 개설해 약 2000만원의 부당이득을 챙긴 사설 서버 운영자를 구속하고, 배포자 45명을 불구속 입건하였다. 이는 대한민국 내에서 최초로 사설 서버에 대한 법적 처벌 사례이다.